# Eurolega 2013-2014
L'Eurolega 2013-2014 è stata la 49ª edizione (la 7ª con la denominazione attuale) della massima competizione europea. Il torneo è iniziato il 9 novembre 2013 e si è concluso il 4 maggio 2014 con la final four al Palau Blaugrana di Barcellona, in Spagna.
A vincere il trofeo è stato il Barcellona, al ventesimo successo nella manifestazione, che ha battuto in finale il Porto. Gli spagnoli hanno ottenuto la possibilità di sfidare i vincitori della Coppa CERS 2013-2014 nella Coppa Continentale 2014-2015.
Il Benfica era campione in carica, dopo aver vinto per la prima volta la competizione nella precedente edizione.

## Formula
In questa stagione la competizione mantenne il formato della precedente edizione. Nella prima fase i sedici club partecipanti vennero divisi in quattro gruppi da quattro squadre ciascuno i quali vennero disputati tramite la formula del girone all'italiana con gare di andata e ritorno. Le prime due classificate si qualificarono direttamente per i quarti di finale che vennero disputati tramite l'eliminazione diretta con gare di andata e ritorno. Le vincitrici si qualificarono per le final four in sede unica sempre giocate con la formula dell'eliminazione diretta in due turni e cioè semifinali e finale.

## Date
| Fase                 | Turno            | Andata           | Ritorno          |
| -------------------- | ---------------- | ---------------- | ---------------- |
| Fase a gironi        | Prima giornata   | 9 novembre 2013  | 9 novembre 2013  |
| Fase a gironi        | Seconda giornata | 23 novembre 2013 | 23 novembre 2013 |
| Fase a gironi        | Terza giornata   | 14 dicembre 2013 | 14 dicembre 2013 |
| Fase a gironi        | Quarta giornata  | 18 gennaio 2014  | 18 gennaio 2014  |
| Fase a gironi        | Quinta giornata  | 8 febbraio 2014  | 8 febbraio 2014  |
| Fase a gironi        | Sesta giornata   | 22 febbraio 2014 | 22 febbraio 2014 |
| Eliminazione diretta | Quarti di finale | 29 marzo 2014    | 12 aprile 2014   |
| Final Four           | Semifinali       | 3 maggio 2014    | 3 maggio 2014    |
| Final Four           | Finale           | 4 maggio 2014    | 4 maggio 2014    |

## Squadre partecipanti
| Nazione    | Club               | Città               | Qualificazione                                                |
| ---------- | ------------------ | ------------------- | ------------------------------------------------------------- |
| Francia    | Quévert            | Quévert             | 2º in Nationale 1 2012-2013                                   |
| Francia    | SCRA Saint-Omer    | Saint-Omer          | 1º in Nationale 1 2012-2013, campione di Francia              |
| Germania   | Germania Herringen | Hamm                |                                                               |
| Germania   | Iserlohn           | Iserlohn            |                                                               |
| Italia     | Amatori Lodi       | Lodi                | 3º in Serie A1 2012-2013, semifinale dei play-off             |
| Italia     | CGC Viareggio      | Viareggio           | 2º in Serie A1 2012-2013, finale dei play-off                 |
| Italia     | Valdagno 1938      | Valdagno            | 1º in Serie A1 2012-2013, vince i play-off, campione d'Italia |
| Portogallo | Benfica            | Lisbona             | Campione d'Europa in carica e 2º in 1ª Divisão 2012-2013      |
| Portogallo | Oliveirense        | Oliveira de Azeméis | 3º in 1ª Divisão 2012-2013                                    |
| Portogallo | Porto              | Porto               | 1º in 1ª Divisão 2012-2013, campione del Portogallo           |
| Portogallo | Valongo            | Valongo             | 4º in 1ª Divisão 2012-2013                                    |
| Spagna     | Barcellona         | Barcellona          | 2º in OK Liga 2012-2013                                       |
| Spagna     | Liceo La Coruña    | La Coruña           | 1º in OK Liga 2012-2013, campione di Spagna                   |
| Spagna     | Reus Deportiu      | Reus                | 4º in OK Liga 2012-2013                                       |
| Spagna     | Vendrell           | El Vendrell         | 3º in OK Liga 2012-2013                                       |
| Svizzera   | Diessbach          | Diessbach bei Büren |                                                               |

## Risultati

### Fase a gironi

#### Girone A
| Squadra         | Pt | G | V | N | P | GF | GS | DG  |
| --------------- | -- | - | - | - | - | -- | -- | --- |
| Liceo La Coruña | 14 | 6 | 4 | 2 | 0 | 39 | 18 | +21 |
| Valongo         | 13 | 6 | 4 | 1 | 1 | 28 | 16 | +12 |
| SCRA Saint-Omer | 5  | 6 | 1 | 2 | 3 | 21 | 36 | -15 |
| Amatori Lodi    | 1  | 6 | 0 | 1 | 5 | 17 | 35 | -18 |

| La Coruña 9 novembre 2013 1ª giornata | Liceo La Coruña | 6 – 2 | Amatori Lodi | Pazo de Riazor |

| Valongo 9 novembre 2013 1ª giornata | Valongo | 8 – 0 | SCRA Saint-Omer | Pavilhão Municipal |

| Lodi 23 novembre 2013 2ª giornata | Amatori Lodi | 1 – 4 | Valongo | PalaCastellotti |

| Saint-Omer 23 novembre 2013 2ª giornata | SCRA Saint-Omer | 2 – 2 | Liceo La Coruña | Salle des Sports du Brockus |

| Saint-Omer 14 dicembre 2013 3ª giornata | SCRA Saint-Omer | 5 – 4 | Amatori Lodi | Salle des Sports du Brockus |

| Valongo 14 dicembre 2013 3ª giornata | Valongo | 2 – 2 | Liceo La Coruña | Pavilhão Municipal |

| Lodi 18 gennaio 2014 4ª giornata | Amatori Lodi | 5 – 5 | SCRA Saint-Omer | PalaCastellotti |

| La Coruña 18 gennaio 2014 4ª giornata | Liceo La Coruña | 8 – 3 | Valongo | Pazo de Riazor |

| Lodi 8 febbraio 2014 5ª giornata | Amatori Lodi | 2 – 8 | Liceo La Coruña | PalaCastellotti |

| Saint-Omer 8 febbraio 2014 5ª giornata | SCRA Saint-Omer | 2 – 4 | Valongo | Salle des Sports du Brockus |

| La Coruña 22 febbraio 2014 6ª giornata | Liceo La Coruña | 13 – 7 | SCRA Saint-Omer | Pazo de Riazor |

| Valongo 22 febbraio 2014 6ª giornata | Valongo | 7 – 3 | Amatori Lodi | Pavilhão Municipal |

#### Girone B
| Squadra   | Pt | G | V | N | P | GF | GS | DG  |
| --------- | -- | - | - | - | - | -- | -- | --- |
| Benfica   | 15 | 6 | 5 | 0 | 1 | 43 | 20 | +23 |
| Vendrell  | 12 | 6 | 4 | 0 | 2 | 27 | 20 | +7  |
| Quévert   | 7  | 6 | 2 | 1 | 3 | 26 | 24 | +2  |
| Diessbach | 1  | 6 | 0 | 1 | 5 | 18 | 50 | -32 |

| Lisbona 9 novembre 2013 1ª giornata | Benfica | 13 – 3 | Diessbach | Pavilhão da Luz Nº 1 |

| El Vendrell 9 novembre 2013 1ª giornata | Vendrell | 4 – 1 | Quévert | Pavelló Municipal |

| Diessbach bei Büren 23 novembre 2013 2ª giornata | Diessbach | 2 – 5 | Vendrell | Sporthalle |

| Dinan 23 novembre 2013 2ª giornata | Quévert | 4 – 5 | Benfica | Salle Némée |

| Dinan 14 dicembre 2013 3ª giornata | Quévert | 9 – 2 | Diessbach | Salle Némée |

| El Vendrell 14 dicembre 2013 3ª giornata | Vendrell | 3 – 6 | Benfica | Pavelló Municipal |

| Lisbona 18 gennaio 2014 4ª giornata | Benfica | 1 – 3 | Vendrell | Pavilhão da Luz Nº 1 |

| Diessbach bei Büren 18 gennaio 2014 4ª giornata | Diessbach | 3 – 3 | Quévert | Sporthalle |

| Diessbach bei Büren 8 febbraio 2014 5ª giornata | Diessbach | 2 – 11 | Benfica | Sporthalle |

| Dinan 8 febbraio 2014 5ª giornata | Quévert | 4 – 3 | Vendrell | Salle Némée |

| Lisbona 22 febbraio 2014 6ª giornata | Benfica | 7 – 5 | Quévert | Pavilhão da Luz Nº 1 |

| El Vendrell 22 febbraio 2014 6ª giornata | Vendrell | 9 – 6 | Diessbach | Pavelló Municipal |

#### Girone C
| Squadra       | Pt | G | V | N | P | GF | GS | DG  |
| ------------- | -- | - | - | - | - | -- | -- | --- |
| Valdagno 1938 | 15 | 6 | 5 | 0 | 1 | 29 | 19 | +10 |
| Reus Deportiu | 12 | 6 | 4 | 0 | 2 | 42 | 27 | +15 |
| Oliveirense   | 9  | 6 | 3 | 0 | 3 | 32 | 25 | +7  |
| Iserlohn      | 0  | 6 | 0 | 0 | 6 | 17 | 49 | -32 |

| Reus 9 novembre 2013 1ª giornata | Reus Deportiu | 11 – 2 | Iserlohn | Pavelló Olímpic |

| Valdagno 9 novembre 2013 1ª giornata | Valdagno 1938 | 5 – 4 | Oliveirense | Palalido |

| Iserlohn 23 novembre 2013 2ª giornata | Iserlohn | 1 – 6 | Valdagno 1938 | Hembergsporthalle |

| Oliveira de Azeméis 23 novembre 2013 2ª giornata | Oliveirense | 3 – 5 | Reus Deportiu | Pavilhão Salvador Machado |

| Iserlohn 14 dicembre 2013 3ª giornata | Iserlohn | 4 – 7 | Oliveirense | Hembergsporthalle |

| Reus 14 dicembre 2013 3ª giornata | Reus Deportiu | 4 – 6 | Valdagno 1938 | Pavelló Olímpic |

| Oliveira de Azeméis 18 gennaio 2014 4ª giornata | Oliveirense | 8 – 1 | Iserlohn | Pavilhão Salvador Machado |

| Valdagno 18 gennaio 2014 4ª giornata | Valdagno 1938 | 4 – 3 | Reus Deportiu | Palalido |

| Iserlohn 8 febbraio 2014 5ª giornata | Iserlohn | 7 – 11 | Reus Deportiu | Hembergsporthalle |

| Oliveira de Azeméis 8 febbraio 2014 5ª giornata | Oliveirense | 5 – 2 | Valdagno 1938 | Pavilhão Salvador Machado |

| Reus 22 febbraio 2014 6ª giornata | Reus Deportiu | 8 – 5 | Oliveirense | Pavelló Olímpic |

| Valdagno 22 febbraio 2014 6ª giornata | Valdagno 1938 | 6 – 2 | Iserlohn | Palalido |

#### Girone D
| Squadra            | Pt | G | V | N | P | GF | GS | DG  |
| ------------------ | -- | - | - | - | - | -- | -- | --- |
| Barcellona         | 15 | 6 | 5 | 0 | 1 | 42 | 15 | +27 |
| Porto              | 15 | 6 | 5 | 0 | 1 | 36 | 19 | +17 |
| CGC Viareggio      | 6  | 6 | 2 | 0 | 4 | 18 | 32 | -14 |
| Germania Herringen | 0  | 6 | 0 | 0 | 6 | 22 | 52 | -30 |

| Barcellona 9 novembre 2013 1ª giornata | Barcellona | 14 – 4 | Germania Herringen | Palau Blaugrana |

| Viareggio 9 novembre 2013 1ª giornata | CGC Viareggio | 3 – 4 | Porto | PalaBarsacchi |

| Hamm 23 novembre 2013 2ª giornata | Germania Herringen | 4 – 5 | CGC Viareggio | Glückauf Arena |

| Porto 23 novembre 2013 2ª giornata | Porto | 6 – 2 | Barcellona | Dragão Caixa |

| Viareggio 14 dicembre 2013 3ª giornata | CGC Viareggio | 1 – 4 | Barcellona | PalaBarsacchi |

| Porto 14 dicembre 2013 3ª giornata | Porto | 10 – 3 | Germania Herringen | Dragão Caixa |

| Barcellona 18 gennaio 2014 4ª giornata | Barcellona | 5 – 0 | CGC Viareggio | Palau Blaugrana |

| Hamm 18 gennaio 2014 4ª giornata | Germania Herringen | 2 – 6 | Porto | Glückauf Arena |

| Hamm 8 febbraio 2014 5ª giornata | Germania Herringen | 4 – 10 | Barcellona | Glückauf Arena |

| Porto 8 febbraio 2014 5ª giornata | Porto | 10 – 2 | CGC Viareggio | Dragão Caixa |

| Barcellona 22 febbraio 2014 6ª giornata | Barcellona | 7 – 0 | Porto | Palau Blaugrana |

| Viareggio 22 febbraio 2014 6ª giornata | CGC Viareggio | 7 – 5 | Germania Herringen | PalaBarsacchi |

### Quarti di finale
| Squadra 1     | Totale          | Squadra 2       | Andata | Ritorno |
| ------------- | --------------- | --------------- | ------ | ------- |
| Porto         | 5 - 5 (2-0 dtr) | Liceo La Coruña | 1 - 2  | 4 - 3   |
| Reus Deportiu | 6 - 7           | Benfica         | 5 - 2  | 1 - 5   |
| Vendrell      | 11 - 10         | Valdagno 1938   | 4 - 6  | 7 - 4   |
| Valongo       | 3 - 10          | Barcellona      | 2 - 3  | 1 - 7   |

#### Andata
| Porto 29 marzo 2014 | Porto | 1 – 2 | Liceo La Coruña | Dragão Caixa |

| Reus 29 marzo 2014 | Reus Deportiu | 5 – 2 | Benfica | Pavelló Olímpic |

| Valongo 29 marzo 2014 | Valongo | 2 – 3 | Barcellona | Pavilhão Municipal |

| El Vendrell 29 marzo 2014 | Vendrell | 4 – 6 | Valdagno 1938 | Pavelló Municipal |

#### Ritorno
| Barcellona 12 aprile 2014 | Barcellona | 7 – 1 | Valongo | Palau Blaugrana |

| Lisbona 12 aprile 2014 | Benfica | 5 – 1 (d.t.s.) | Reus Deportiu | Pavilhão da Luz Nº 1 |

| La Coruña 12 aprile 2014               | Liceo La Coruña | 3 – 4 (d.t.s.) | Porto | Pazo de Riazor |
| \| \| \| \| \| \| Shootout 0 – 2 \| \| |                 |                |       |                |
|                                        |                 |                |       |                |
|                                        | Shootout 0 – 2  |                |       |                |

| Valdagno 12 aprile 2014 | Valdagno 1938 | 4 – 7 | Vendrell | Palalido |

### Final Four
Le Final Four della manifestazione si sono disputate presso il Palau Blaugrana a Barcellona dal 3 al 4 maggio 2014.
|  | Semifinali | Semifinali | Semifinali |            |       | Finale | Finale | Finale |  |
|  |            |            |            |            |       |        |        |        |  |
|  | Porto      | Porto      | 6          |            |       |        |        |        |  |
|  | Porto      | Porto      | 6          |            |       |        |        |        |  |
|  | Vendrell   | Vendrell   | 3          |            |       |        |        |        |  |
|  | Vendrell   | Vendrell   | 3          |            | Porto | Porto  | 1      |        |  |
|  |            |            |            |            | Porto | Porto  | 1      |        |  |
|  |            |            | Barcellona | Barcellona | 3     |        |        |        |  |
|  | Barcellona | Barcellona | Barcellona | Barcellona | 3     | 3      |        |        |  |
|  | Barcellona | Barcellona |            |            |       |        |        |        |  |
|  | Benfica    | Benfica    | 2          |            |       |        |        |        |  |